# Wahlbezirk Österreich unter der Enns 53
Der Wahlbezirk Österreich unter der Enns 53 war ein Wahlkreis für die Wahlen zum Abgeordnetenhaus im österreichischen Kronland Österreich unter der Enns. Der Wahlbezirk wurde 1907 mit der Einführung der Reichsratswahlordnung geschaffen und bestand bis zum Zusammenbruch der Habsburgermonarchie.

## Geschichte
Nachdem der Reichsrat im Herbst 1906 das allgemeine, gleiche, geheime und direkte Männerwahlrecht beschlossen hatte, wurde mit 26. Jänner 1907 die große Wahlrechtsreform durch Sanktionierung von Kaiser Franz Joseph I. gültig. Mit der neuen Reichsratswahlordnung schuf man insgesamt 516 Wahlbezirke, wobei mit Ausnahme Galiziens in jedem Wahlbezirk ein Abgeordneter im Zuge der Reichsratswahl gewählt wurde. Der Abgeordnete musst sich dabei im ersten Wahlgang oder in einer Stichwahl mit absoluter Mehrheit durchsetzen. Der Wahlkreis Österreich unter der Enns 53 umfasste die Gerichtsbezirke Korneuburg, Großenzersdorf und Wolkersdorf, wobei die zum Wahlbezirk 36 gehörende Gemeinde Korneuburg vom Wahlbezirk ausgenommen war.
Aus der Reichsratswahl 1907 ging Johann Mayer (Christlichsoziale Partei) als Sieger im ersten Wahlgang hervor. Er konnte sein Mandat bei der Reichsratswahl 1911 erfolgreich verteidigen.

## Wahlen

### Reichsratswahl 1907
Die Reichsratswahl 1907 wurde am 14. Mai 1907 (erster Wahlgang) durchgeführt. Die Stichwahl entfiel auf Grund der absoluten Mehrheit von Johann Mayer im ersten Wahlgang.
| Kandidat                                                                       | Partei                             | Wahlkreis- stimmen | Stimmen- anteil |
| ------------------------------------------------------------------------------ | ---------------------------------- | ------------------ | --------------- |
| Johann Mayer                                                                   | Christlichsoziale Partei           | 8976               | 81,0 %          |
| Josef Wiedenhofer                                                              | Sozialdemokratische Arbeiterpartei | 1219               | 11,0 %          |
| Schramm                                                                        | deutsch-fortschrittlicher Kandidat | 751                | 6,8 %           |
| Sonstige                                                                       |                                    | 131                | 1,2 %           |
| Wahlberechtigte: 11.858, Ungültige/Leere Stimmen: 295, Wahlbeteiligung: 95,9 % |                                    |                    |                 |

### Reichsratswahl 1911
Die Reichsratswahl 1911 wurde am 13. Juni 1911 (erster Wahlgang) durchgeführt. Die Stichwahl entfiel auf Grund der absoluten Mehrheit von Mayer im ersten Wahlgang.
| Kandidat                                                                       | Partei                             | Wahlkreis- stimmen | Stimmen- anteil |
| ------------------------------------------------------------------------------ | ---------------------------------- | ------------------ | --------------- |
| Johann Mayer                                                                   | Christlichsoziale Partei           | 8134               | 74,5 %          |
| Stummer                                                                        | deutsch-freiheitlicher Kandidat    | 1466               | 13,4 %          |
| Josef Wiedenhofer                                                              | Sozialdemokratische Arbeiterpartei | 1122               | 10,3 %          |
| Sonstige                                                                       |                                    | 201                | 1,8 %           |
| Wahlberechtigte: 12.072, Ungültige/Leere Stimmen: 588, Wahlbeteiligung: 95,3 % |                                    |                    |                 |